# أطلس 5

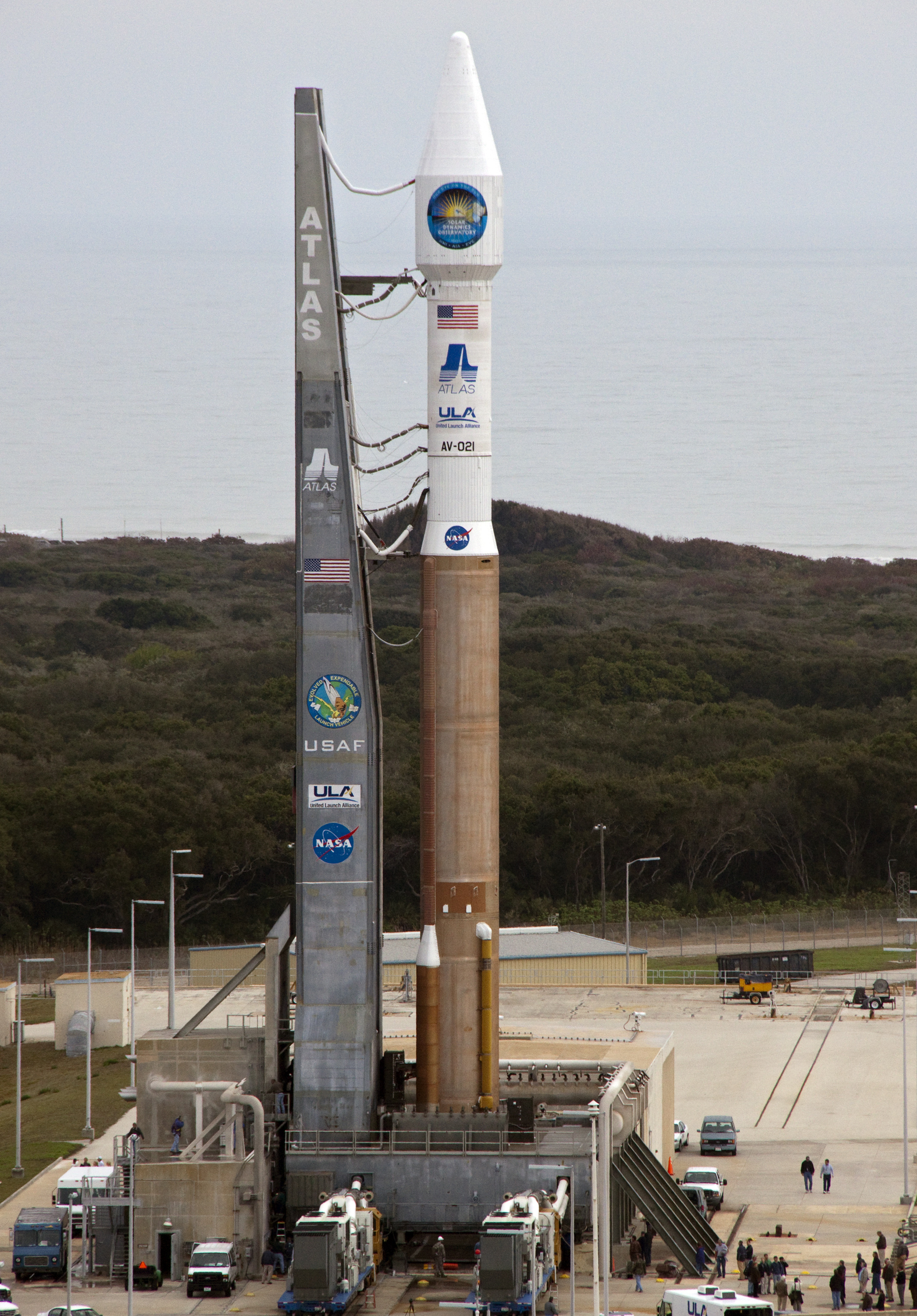
الصاروخ أطلس 5(طراز 401) يحمل مرصد ديناميكا الشمس قبل الإقلاع من المنصة 41.

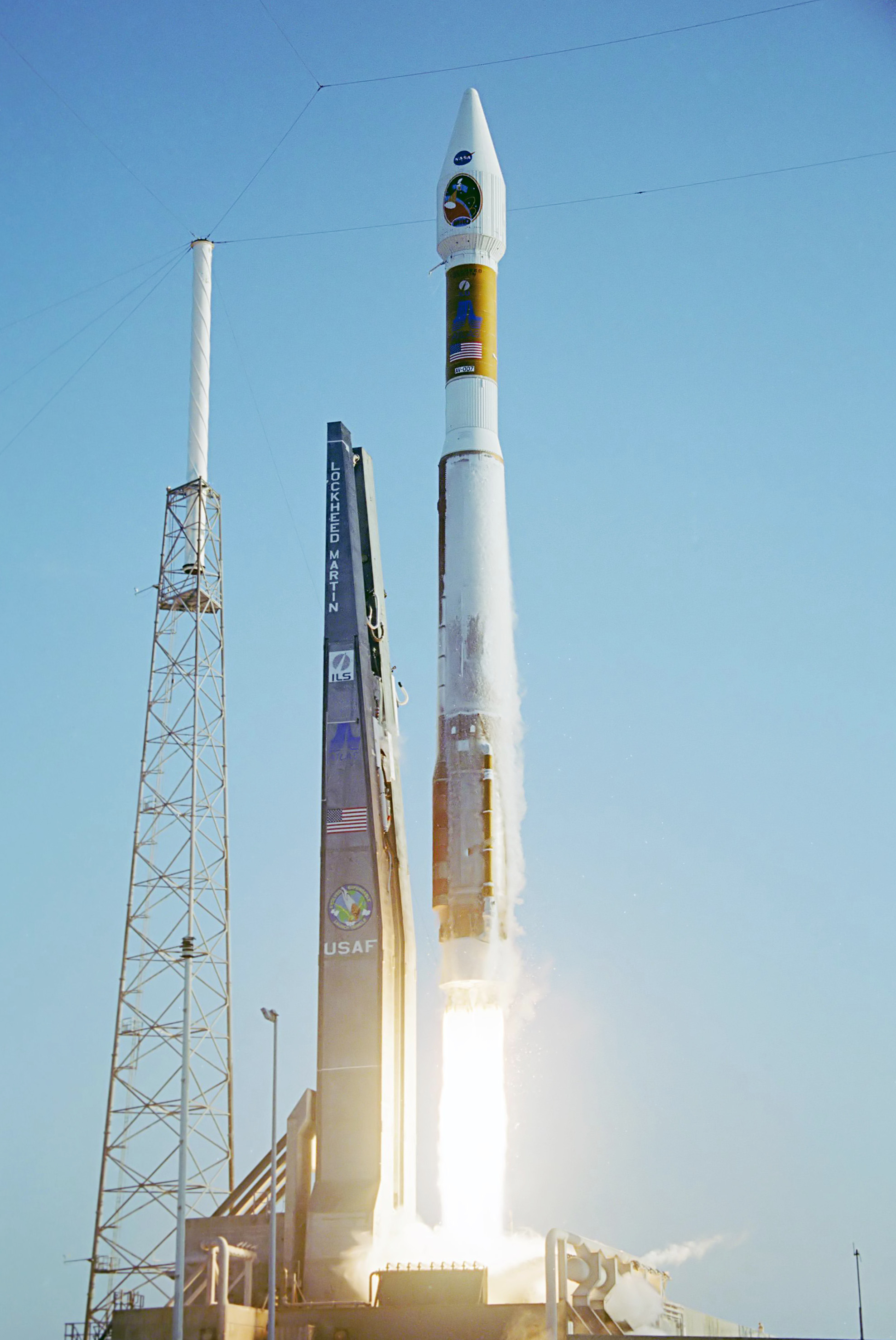
مسبار الفضاء MRO المرسل إلى المريخ على أطلس 5 أثناء الإقلاع يوم 12 أغسطس 2005.

أطلس 5 (Atlas V) هو صاروخ حامل يعد تطويرًا لصاروخ أطلس-سنتاور الأمريكي، ورغم أنه يحمل جزءا من اسمه إلا أن تقنيته مختلفة عنه كثيرًا. صمم الصاروخ وصنع من شركة لوكهيد مارتين، وتم تدشينه وإطلاقه بنجاح يوم 21 أغسطس 2002 من قاعدة كيب كانافيرال للقوات الجوية حيث قام بتوصيل القمر الصناعي أويتلسات للبث التلفزيوني إلى مدار حول الأرض.
تتكون المرحلة الأولى للصاروخ أطلس 5 من صاروخ أساسي وسطي يحتوي على خزان الوقود، ويستعمل الكيروسين والأكسجين. يبلغ ارتفاع المحفز الأساسي الوسطي 32.5 متر، ويبلغ قطره 3.81 متر. وهو يستخدم محركًا صاروخيًّا روسيًّا من نوع RD-180 
وهو تطوير للمحرك الرئيسي لصاروخ زينيت Zenit. ويمكن دعم المرحلة الأولى بعدد إضافي من صواريخ التحفيز التي تعمل بالوقود الصلب من صناعة إيروجيت قد تصل إلى خمسة صواريخ.
أما المرحلة العليا من الصاروخ أطلس 5 فتستخدم مرحلة سنتاور متزايدة الارتفاع ويمكن تشغيلها بحسب الحاجة بمحرك صاروخي من طراز RL-10 أو بمحركين من هذا الطراز. تستخدم المرحلة ذو محرك واحد لتوصيل أقمار صناعية إلى مدار متزامن
حول الأرض، بينما يستخدم الصاروخ ذو المحركين لتوصيل حمولات ثقيلة إلى مدار منخفض حول الأرض. الوقود المستخدم في المرحلة الثانية مكون من الهيدروجين والأكسجين. ويمكن للصاروخ أطلس 5 حمل حمولات بقطر 4 إلى 5 متر.
وكما هو الحال بالنسبة إلى صاروخ دلتا 4 فتوجد من الصاروخ أطلس 5 نوع ثقيل يتكون من ثلاثة محفزات أساسية وسطية محزمة ويتبعها في المرحلة الثانية واحدة من نوع سنتاور. ولكن نظرًا لعدم وجود طلبات على تلك المنظومة فهي توجد الآن فقط على الورق. وفي حالة طلب المنظومة الثقيلة للصاروخ أطلس 5 فيمكن للمصنع تجهيزها خلال 30 شهرًا.

## قواعد الانطلاق
يوجد ب قاعدة كيب كانافيرال للقوات الجوية بفلوريدا للصاروخ أطلس 5 منصة الإطلاق رقم 41، التي يمكن منها إطلاق الصاروخ بزاوية ميل بين 28° إلى 57°. ويعد الصاروخ قبل الإطلاق في مبنى الاكتمال الرأسي VIF القريب من المنصة بكامل أجهزته وينقل من المبنى إلى منصة اإطلاق حيث يتم تزويده بالوقود.
بالإضافة، توجد أيضا منصة أخرى لإطلاق الصاروخ أطلس 5 في قاعدة «فاندنبرج للقوات الجوية» وهي منصة الإقلاع SLC-3E، ويمكن منها إطلاق الصاروخ بزاوية ميل بين 56° و 104° بالنسبة لخط الاستواء.

## التحسينات
خضعت العديد من أنظمة صاروخ أطلس 5 للترقية والتحسين قبل أول رحلة له ومنذ ذلك الحين. بدأ العمل على وحدة الملاحة بالقصور الذاتي المقاومة للأخطاء (FTINU) عام 2001 لتعزيز موثوقية مهمة مركبات أطلس من خلال استبدال معدات الملاحة والحوسبة غير الاحتياطية السابقة بوحدة مقاومة للأخطاء.

حلقت وحدة FTINU المُحسّنة لأول مرة عام 2006، وفي عام 2010، مُنحت طلبية لاحقة لمزيد من وحدات FTINU.

في عام 2015، أعلنت شركة ULA أن معززات الصواريخ الصلبة AJ-60A (SRBs) التي تنتجها شركة Aerojet Rocketdyne والمستخدمة آنذاك على صاروخ أطلس 5 ستُستبدل بمعززات GEM 63 الجديدة التي تنتجها شركة Northrop Grumman Innovation Systems. سيتم أيضًا استخدام معززات GEM 63XL الموسعة في مركبة الإطلاق Vulcan Centaur التي ستحل محل Atlas V. [26] حدث أول إطلاق لـ Atlas V مع معززات GEM 63 في 13 نوفمبر 2020

## مجموعة صور

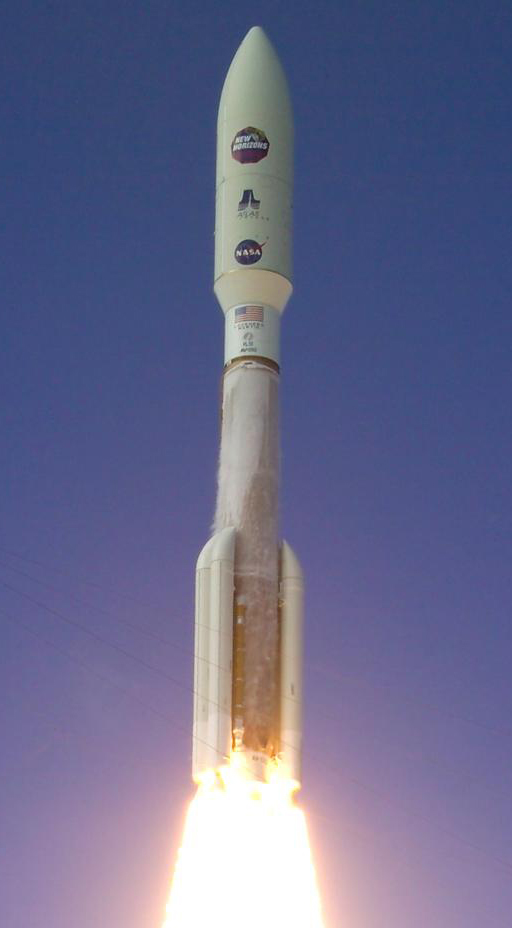
إقلاع مسبار الفضاء نيو هورايزون على صاروخ أطلس 5 يوم 19 يناير 2006

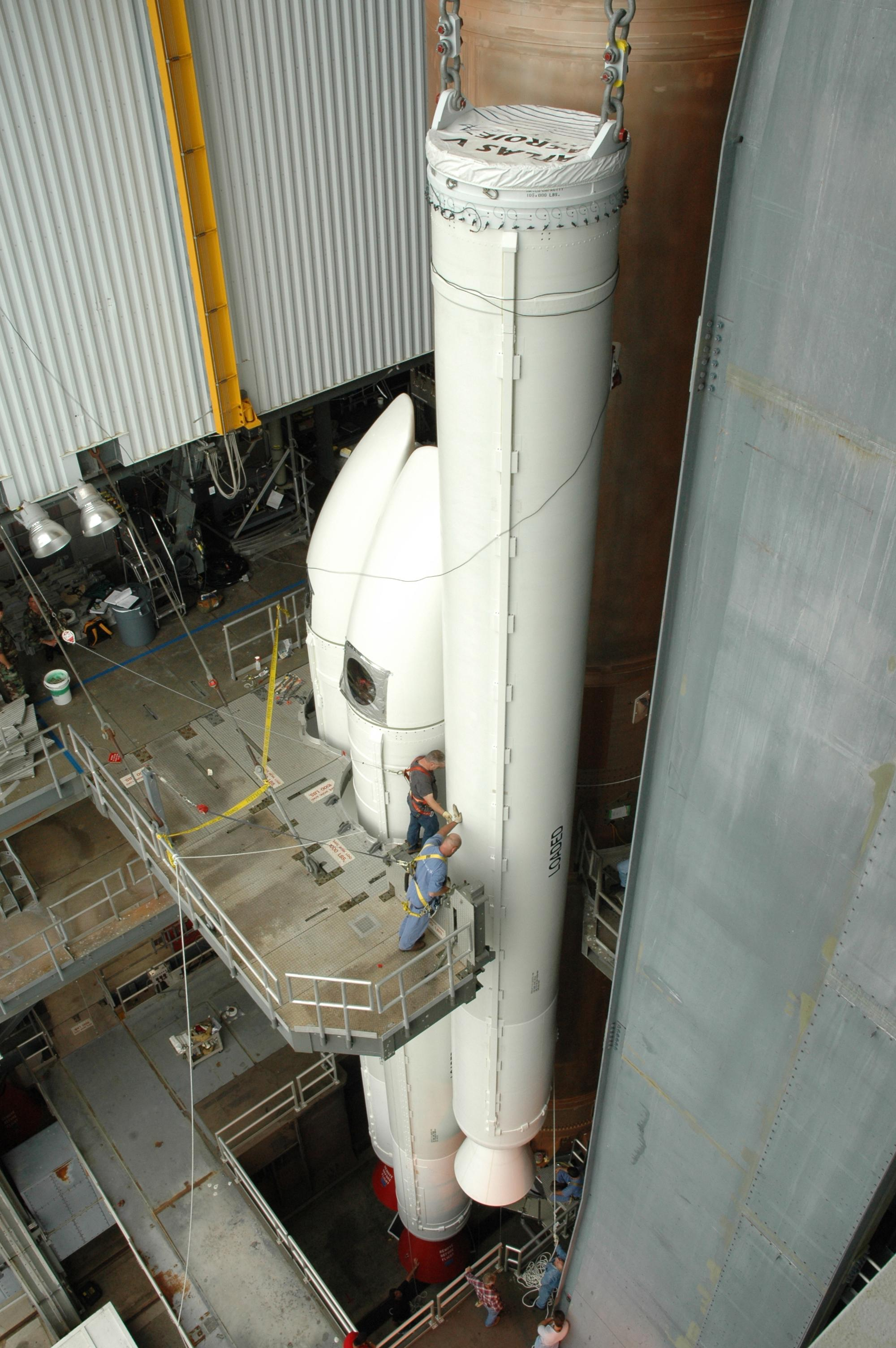
أحد صواريخ التحفيز الخمسة

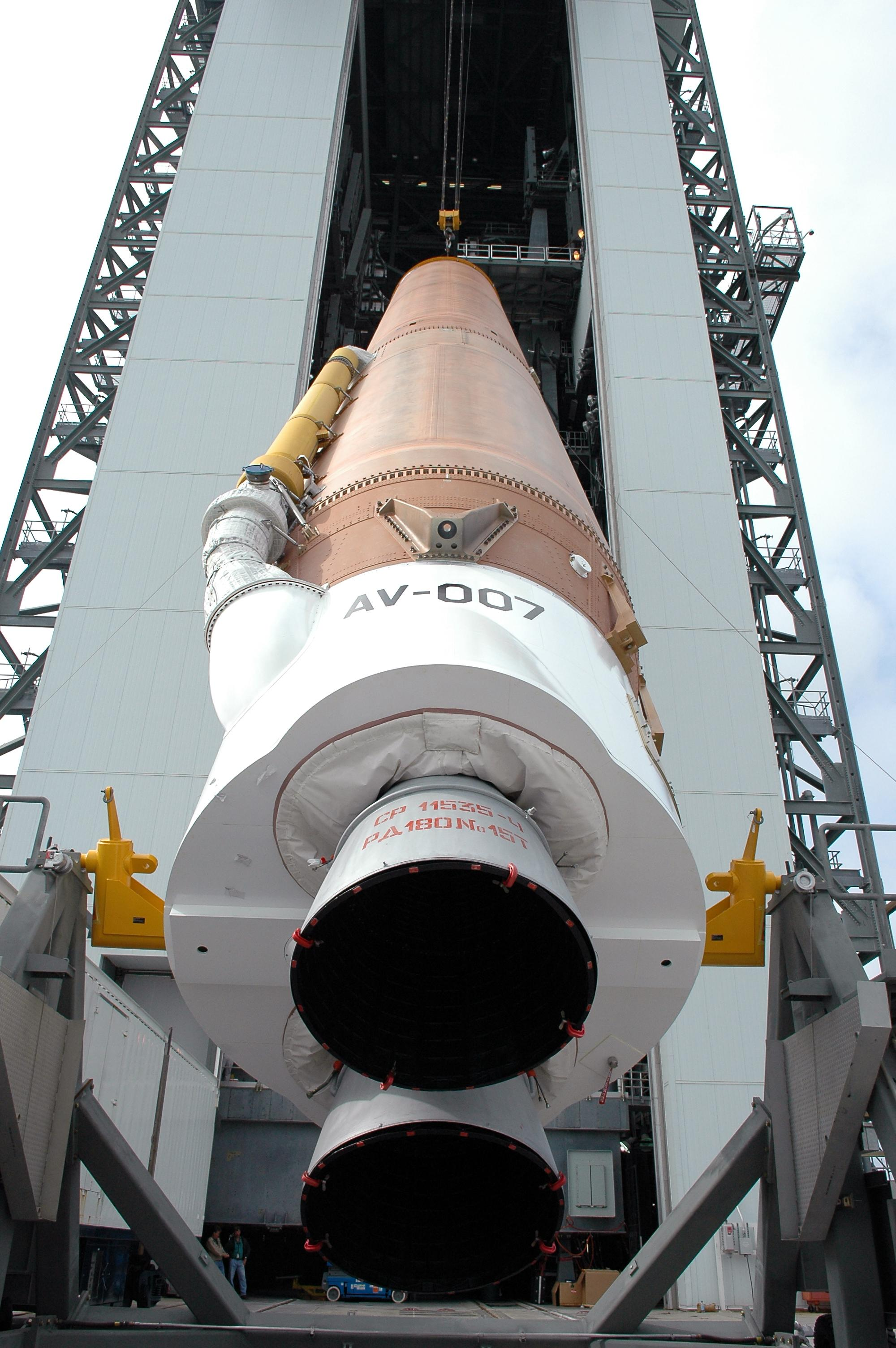
المرحلة الأولى لصاروخ أطلس 5 وتُرى بوضوح محركين من نوع RD-180 الروسي.

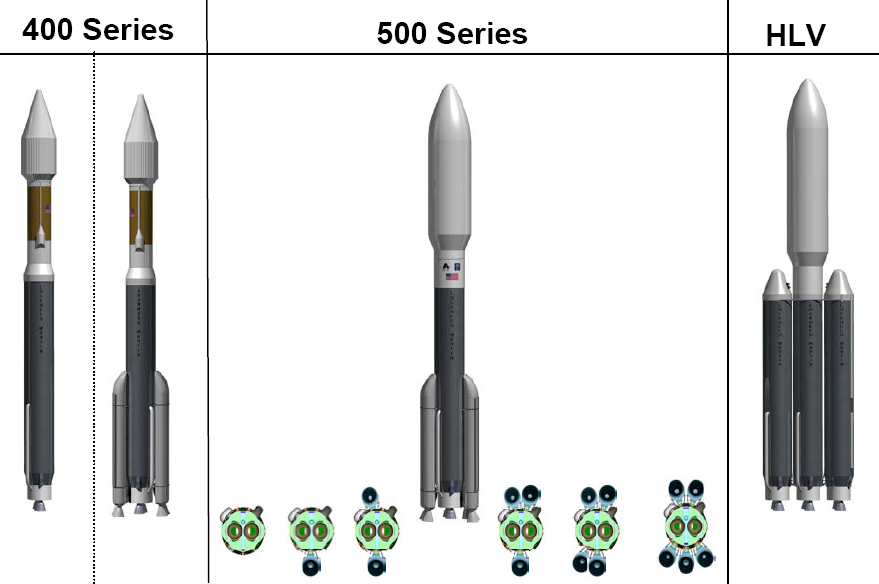
عائلة صواريخ أطلس.

## اقرأ أيضا
- ساتورن 5